# أنطونيو فلوريس (ممثل)
أنطونيو فلوريس (بالإسبانية: Antonio Flores)‏ هو عازف قيثارة ومغن ومؤلف وممثل إسباني، ولد في 14 نوفمبر 1961 بمدريد في إسبانيا، وتوفي بنفس المكان في 30 مايو 1995. من الجوائز التي نالها جائزة أنداس ‏ سنة 1995.

## جوائز
- جائزة أنداس [الإنجليزية]‏ (1995)

## وصلات خارجية
- أنطونيو فلوريس على موقع IMDb (الإنجليزية)
- أنطونيو فلوريس على موقع ألو سيني (الفرنسية)
- أنطونيو فلوريس على موقع ميوزك برينز (الإنجليزية)
- أنطونيو فلوريس على موقع أول موفي (الإنجليزية)
- أنطونيو فلوريس على موقع ديسكوغز (الإنجليزية)
- أنطونيو فلوريس على موقع قاعدة بيانات الفيلم (الإنجليزية)
- أنطونيو فلوريس على موقع كينوبويسك (الروسية)